# Gunyecz Evelin
Gunyecz Evelin (Nyíregyháza, 1989. május 19. –) magyar pornószínésznő. Művészneve Abbie Cat.

## Életrajz
2009 óta szerepel felnőtt filmekben.
2013-ban az XBIZ Award „Foreign Female Performer of the Year” kategóriájában kapott jelölést.
2013-ban a Brazzers Worldwide: Budapest 1 című filmben való szerepléséért az AVN Award „Best Sex Scene in a Foreign-Shot Production” kategóriájába jelölést kapott.
2014-ben az XXX Fucktory című filmben való szerepléséért az AVN Award „Best Sex Scene in a Foreign-Shot Production” kategóriájába jelölést kapott.
2015-ben a Femmes de Footballeurs XXX című filmben való szerepléséért az AVN Award „Best Sex Scene in a Foreign-Shot Production” kategóriájában jelölést kapott.
2015-ben az AVN Award „Female Foreign Performer of the Year” kategóriájában kapott jelölést.
2012-től saját weboldalakat üzemeltet, köztük a legnépszerűbb az abbiecatfetish.com de egyéb fetish oldalakon is szerepel ami szintén a saját tulajdonát képezi.